# My Life (chanson de Billy Joel)
Pour les articles homonymes, voir My Life.
Singles de Billy Joel
The Stranger
(1978) Big Shot
(1979)
My Life est une chanson écrite, composée et interprétée par le chanteur américain Billy Joel figurant sur l'album 52nd Street sorti en 1978. Il s'agit du premier single de cet album.
La chanson connaît un grand succès aux États-Unis en atteignant la 2e place du Adult Contemporary Chart ainsi que la 3e place du Billboard Hot 100 à la fin de l'année 1978. En France, la chanson s'est classée en 24e position des singles les plus vendus dans le territoire, avec des ventes de plus de 80 000 exemplaires.
Le 1er février 1979, la chanson est certifiée disque d'argent au Royaume-Uni avec plus de 200 000 exemplaires vendus.
La chanson marque également la présence de Peter Cetera et Donnie Dacus, les deux membres du groupe Chicago, qui y participent en tant que choristes, surtout à la fin de la chanson où ils chantent « Keep it to yourself, it's my life » (signifiant littéralement « Garde-le pour toi, c'est ma vie »).

## Culture
La chanson a servi de générique pour la sitcom américaine Bosom Buddies, diffusée de 1980 à 1982 sur la chaîne ABC, qui réunissait à l'époque les acteurs Tom Hanks et Peter Scolari.
Elle figure également dans la bande originale du film Very Bad Trip 3 sorti en 2013.

## Liste des pistes
7" et 45 tours
1. My Life - 3:50
2. 52nd Street - 2:27

## Crédits
- Billy Joel : chant, piano, synthétiseurs
- David Brown : guitare électrique
- Russell Javors : guitare acoustique
- Doug Stegmeyer : basse
- Liberty DeVitto : batterie
- Richie Cannata : clarinette
- Peter Cetera : chœurs
- Donnie Dacus : chœurs

## Classements

### Classement hebdomadaire
| Classement (1978-1979)                 | Meilleure position |
| -------------------------------------- | ------------------ |
| Afrique du Sud (RISA)                  | 2                  |
| Australie (Kent Music Report)          | 6                  |
| Autriche (Ö3 Austria Top 40)           | 11                 |
| Belgique (Flandre Ultratop 50 Singles) | 27                 |
| Canada (RPM Top Singles)               | 3                  |
| Canada (RPM Adult Contemporary)        | 2                  |
| Espagne (PROMUSICAE)                   | 13                 |
| États-Unis (Billboard Hot 100)         | 3                  |
| États-Unis (Adult Contemporary Chart)  | 2                  |
| France (SNEP)                          | 24                 |
| Irlande (Irish Singles Chart)          | 3                  |
| Japon (Oricon)                         | 37                 |
| Nouvelle-Zélande (Recorded Music NZ)   | 6                  |
| Pays-Bas (Dutch Top 40)                | 23                 |
| Pays-Bas (Single Top 100)              | 22                 |
| Royaume-Uni (Official Charts Company)  | 12                 |
| Suisse (Schweizer Hitparade)           | 4                  |
| Zimbabwe (ZIMA)                        | 1                  |

### Classements annuels
| Classement (1978)        | Position |
| ------------------------ | -------- |
| Canada (RPM Top Singles) | 109      |

| Classement (1979)              | Position |
| ------------------------------ | -------- |
| Afrique du Sud                 | 10       |
| Australie                      | 65       |
| Canada (RPM Top Singles)       | 26       |
| États-Unis (Billboard Hot 100) | 28       |

## Certifications
| Pays        | Certification | Date             | Ventes  |
| ----------- | ------------- | ---------------- | ------- |
| Royaume-Uni | Argent        | 1er février 1979 | 200 000 |